# ميلتون إتش غريني
ميلتون إتش غريني (بالإنجليزية: Milton H. Greene)‏ هو مصور ومنتج أفلام أمريكي، ولد في 14 مارس 1922 في نيويورك في الولايات المتحدة، وتوفي في 8 أغسطس 1985 في لوس أنجلوس في الولايات المتحدة بسبب لمفوما.

## وصلات خارجية
- ميلتون إتش غريني على موقع IMDb (الإنجليزية)
- ميلتون إتش غريني على موقع ديسكوغز (الإنجليزية)
- ميلتون إتش غريني على موقع قاعدة بيانات الفيلم (الإنجليزية)